# Seznam švicarskih poslovnežev
Seznam švicarskih poslovnežev.

## B
- Carl Franz Bally (1821-1899)
- Abraham Louis Breguet (1747-1823)
- Franjo Brozinčević († 1933) (avtomobilski inženir)

## C
- Louis Chevrolet (1878-1941)

## D
- Jean-Henri Dunant (1828-1910)

## E
- Alfred Escher (1819-1882)
- Hans Conrad Escher von der Linth (1767-1823)

## F
- Louis Favre (1826-1879)
- Marc Faber

## H
- Nicolas Hayek (1928)

## L
- Antoine LeCoultre

## P
- Georges Edouard Piaget

## R
- Beat Fischer von Reichenbach (1641-1698)
- Daniel Jean-Richard (1665-1741)

## S
- Vittorio Emanuele Savojski
- Philippe Suchard (1797-1884)
- Gottlieb Franz Schneiter

## V
- William de Vigier (1912-2003)